# Журавское (Одесская область)
Журавское (укр. Журавське) — бывшее село, относится к Ширяевскому району Одесской области Украины.
Население по переписи 2001 года составляло 0 человек. Почтовый индекс — 66842. Телефонный код — 4858. Занимает площадь 0,35 км². Код КОАТУУ — 5125485203.

## История
Решением Одесского областного совета от 12.06.2018 года село снято с учёта.

## Местный совет
66842, Одесская обл., Ширяевский р-н, с. Саханское, ул. Ленина, 65